# Sitež
Sitež este o localitate din comuna Majšperk, Slovenia, cu o populație de 47 de locuitori.